# Condado de Concho
O Condado de Concho é um dos 254 condados do estado norte-americano do Texas. A sede do condado é Paint Rock, e sua maior cidade é Paint Rock.
O condado possui uma área de 2 574 km² (dos quais 6 km² estão cobertos por água), uma população de 3 966 habitantes, e uma densidade populacional de 2 hab/km² (segundo o censo nacional de 2000).
O condado foi criado em 1858.